# Robin Cook (politico)
Robin Cook nome completo Robert Finlayson Cook (Bellshill, 28 febbraio 1946 – Inverness, 6 agosto 2005) è stato un politico britannico, esponente del Partito Laburista del Regno Unito.

## Biografia
Già Segretario di Stato per gli Affari Esteri e del Commonwealth (Ministro degli Esteri) del Regno Unito dal 1997 al 2001, rassegnò le dimissioni dall'incarico di Lord presidente del Consiglio e di Ministro dei Rapporti col Parlamento (Leader della Camera dei comuni) il 17 marzo 2003, essendo in dissenso con la politica del governo in Medio Oriente e alla partecipazione alla guerra in Iraq.
Morì durante un'escursione in montagna nelle highlands scozzesi un mese dopo un duro editoriale sul The Guardian in cui attaccava ancora una volta la politica estera dell'amministrazione Bush. Al momento del decesso era presidente del Foreign Policy Centre.
Lo scrittore edimburghese Irvine Welsh, autore del celebre Trainspotting, nel suo ultimo libro Una testa mozzata, fa dedicare a Robin Cook una poesia, scritta dal protagonista del romanzo Jason King.